# Margaret Austin
Margaret Austin   (Dunedin, 1 d'abril de 1933) és una antiga política neozelandesa. Va ser diputada des de 1984 fins a 1996, representant primer el Partit Laborista i després breument United New Zealand.

## Biografia
Austin va néixer a Dunedin l'1 d'abril de 1933 i es va educar al St Dominic's College, Dunedin, i al Sacred Heart College, Christchurch. Va estudiar a la Universitat de Canterbury i a la Universitat de Canterbury, i es va graduar amb una llicenciatura en ciències el 1953 i un diploma d'ensenyament el 1954. Va continuar ensenyant a Christchurch i l'any 1970 es va convertir en la cap de ciència a la Christchurch Girls' High School i més tard es va convertir en mestre principal a la Riccarton High School el 1977. També va ser membre de la Societat d'Administració Educativa i en va ser presidenta durant tres anys.
El 1955, es va casar amb John Austin i la parella va tenir tres fills.

### Carrera política
Va ser escollida per primera vegada al Parlament a les eleccions de 1984 com a diputada de Yaldhurst, un electorat a l'oest de Christchurch. Després de la reelecció el 1987, Austin va ser triada pel seu partit Superior Whip seguint Michael Cullen en el gabinet.
Durant el seu temps al Parlament, Austin va exercir com a ministra d'Investigació i Desenvolupament, Afers Interns i Arts, Cultura i Patrimoni al final del Quart Govern Laborista. El novembre de 1990, quan els laboristes es trobaven a l'oposició, va ser nomenada ministra d'Educació a l'ombra pel líder laborista Mike Moore.
Va ocupar l'escó de Yaldhurst per al Partit Laborista fins al 1995, quan es va abolir l'escó, en preparació per al canvi al MMP, i es va unir amb sis diputats més per fundar el centrista United New Zealand Party. Com tots els diputats de United New Zealand va ocupar l'escó de Yaldhurst per al Partit Laborista de Nova Zelanda fins al 1995, quan es va abolir l'escó, en preparació per al canvi a la "Representació proporcional mixta", i es va unir amb sis diputats més per fundar el centrista "Nova Zelanda Unida", però Austin no va ser reelegida a les eleccions de 1996.

### Activitats posteriors
Més tard es va convertir en rectora de la Universitat de Lincoln del 2000 al 2005. Des de finals de la dècada de 1990 fins aproximadament el 2011, va treballar per a l'Organització de les Nacions Unides per a l'Educació, la Ciència i la Cultura (UNESCO). Del 2000 al 2007, va ser presidenta de les càtedres de les comissions nacionals de la UNESCO a tot el món. També té un interès per l'astronomia, liderant el projecte de la Reserva Internacional del Cel Fosc Aoraki-Mackenzie.

## Honors i premis
Austin va rebre la Medalla de Commemoració de Nova Zelanda 1990, i el 1993, se li va concedir la Medalla del Centenari del Sufragi de Nova Zelanda.
El 1997, Austin va ser nomenada membre de l'Orde del Mèrit de Nova Zelanda, per als seus serveis públics. En els New Year Honours de 2008, va ser elevada a  Companion de l'Orde del Mèrit de Nova Zelanda, pels serveis a la comunitat.
Austin ha estat escollida com a companion de la Royal Society de Nova Zelanda.